# Avel·lí Ibàñez i Sensarrich
Avel·lí Ibàñez i Sensarrich (4 d'octubre de 1922 - 7 de gener de 2018) fou un promotor cultural català.

## Biografia
Ha format part del consell general de la Unió Excursionista de Catalunya i de la redacció de la revista Excursionisme; ha donat suport publicitari a la revista Serra d'Or i ha col·laborat a Tele-Estel. També ha format part de la Junta Directiva d'Òmnium Cultural.
L'any 1968 va ser impulsor de les Festes Populars de Cultura Pompeu Fabra amb Joan Triadú i Font i Josep Oriol Panyella i Cortès, certamen de caràcter itinerant del fou membre del seu Secretariat Permanent fins a la seva dissolució. Per això el 2000 va rebre la Creu de Sant Jordi. Anteriorment, el 1993 havia rebut el Premi d'Actuació Cívica de la Fundació Lluís Carulla. Darrerament ha estat un dels promotors de la plataforma Sobirania i Progrés.